# Hedwig Friedländer
Hedwig Friedländer, auch Hedwig Friedländer Edle von Malheim (* 13. Februar 1863 in Wien; † 9. Dezember 1945 ebenda) war eine österreichische Stillleben-, Genre- und Porträtmalerin.

## Leben
Hedwig Friedländer wurde zunächst von ihrem Vater Friedrich Friedländer unterrichtet. Ihre Geschwister Camilla Friedländer und Alfred Friedländer wurden ebenfalls Maler. 1889/1890 studierte sie in Wien an der K. k. Kunstgewerbeschule bei Ferdinand Laufenberger und Julius Victor Berger, schließlich in München bei Frithjof Smith-Hald. Daraufhin wendete sie sich vor allem Kinder- und Frauenporträts zu, überwiegend der Wiener Gesellschaft, bevorzugt in Pastell.
Ab 1883 reichte sie Werke für die Ausstellung im Wiener Künstlerhaus ein. 1893 stellte sie in der Rotunda des The Woman’s Building der Weltausstellung in Chicago vier Werke aus.
1905 wohnte sie in Wien I., Friedrichstraße 4; ab 1908 in der Schaumburgergasse 11; und ab 1920 hatte sie ihr Atelier in der Starhemberggasse 29 im 4. Bezirk.
Sie war Mitglied der Wiener Künstlervereinigung „Acht Künstlerinnen“ sowie des Vereins der Schriftstellerinnen und Künstlerinnen in Wien.
Am 12. Dezember 1945 wurde sie im Familiengrab auf dem Wiener Zentralfriedhof bestattet.

## Ausstellungen (Auswahl)
- 1883, Künstlerhaus Wien: Kinder mit Goldfischen[4]
- 1885, Künstlerhaus Wien: Die schüchterne Gratulantin[5]
- 1893, Künstlerhaus Wien: Studienkopf (Pastell)[6]
- 1901, Galerie Pisko: Liebliches Mädchenporträt in Pastell[7]
- 1902, Künstlerhaus Wien[8]
- 1930, Jubiläumsausstellung der Vereinigung bildender Künstlerinnen Österreichs[9]

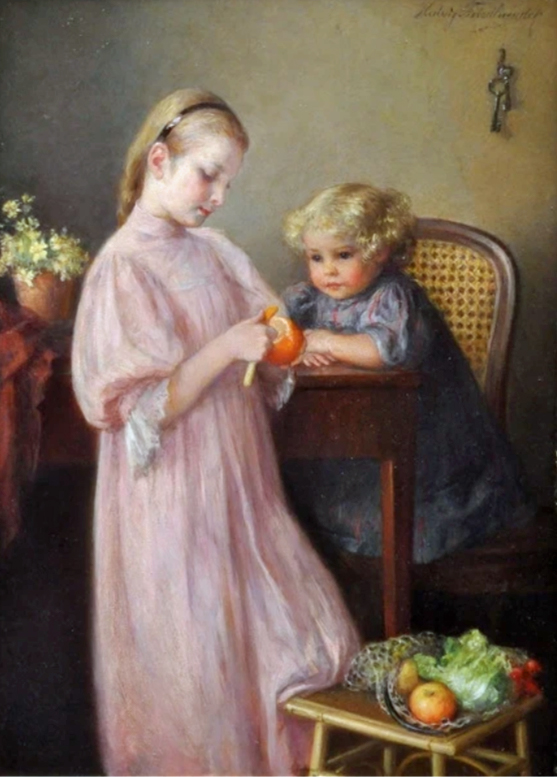
Es gibt Obst
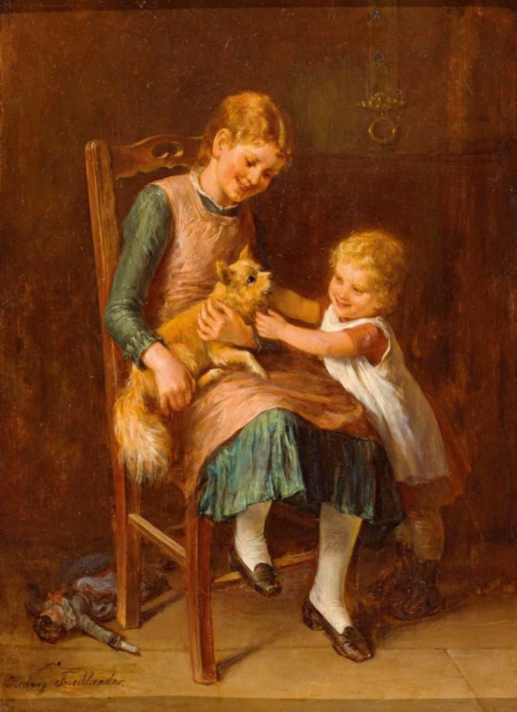
Geschwisterpaar spielt mit dem Hündchen
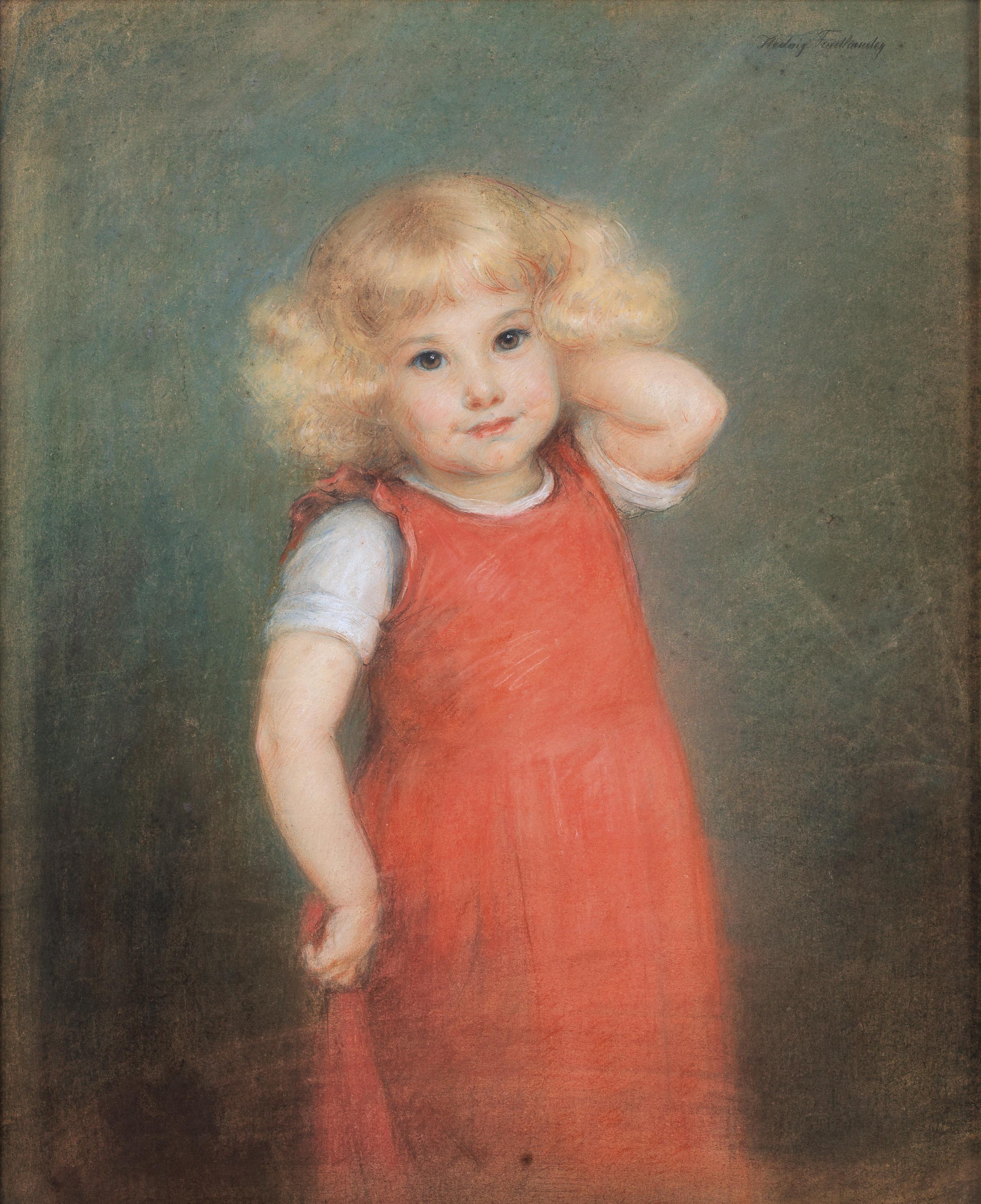
Mädchenbildnis, Pastell
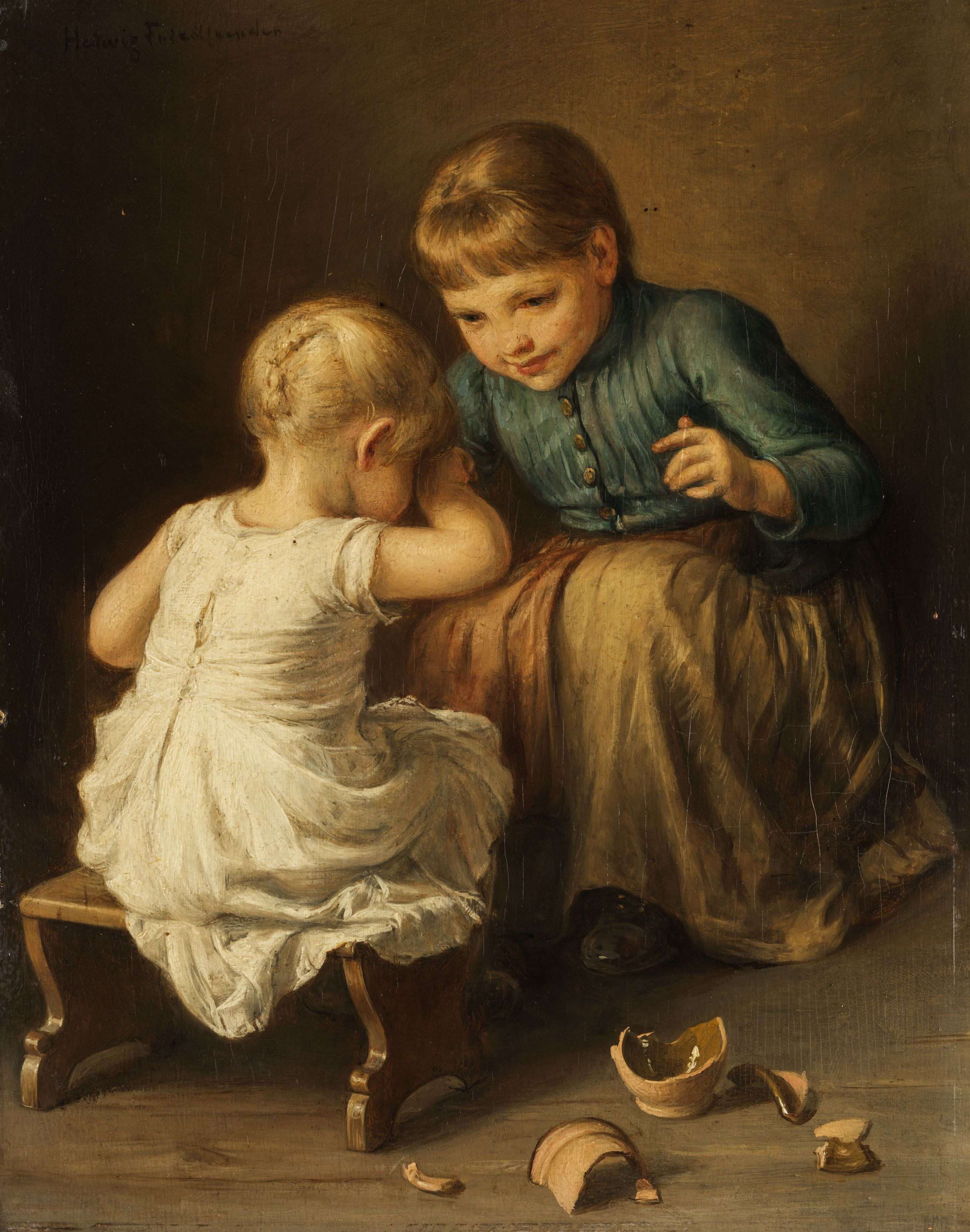
Trost im Unglück